# Ruth Lee
Ruth Lee (Minneapolis, 14 settembre 1895 – Woodland Hills, 3 agosto 1975) è stata un'attrice statunitense.

## Filmografia parziale

### Cinema
- Rhythm of the Islands, regia di Roy William Neill (1943)
- Corpus Christi Bandits, regia di Wallace Grissell (1945)
- G.I. Honeymoon, regia di Phil Karlson (1945)
- Cover Up, regia di Alfred E. Green (1949)
- L'avamposto dell'inferno (Hell's Outpost), regia di Joseph Kane (1954)

### Televisione
- Gianni e Pinotto (The Abbott and Costello Show) – serie TV, episodio 2x25 (1954)
- Screen Directors Playhouse – serie TV, episodio 1x01 (1955)
- The Whistler – serie TV, episodio 1x17 (1955)
- Crossroads – serie TV, episodi 1x19-1x29-1x33 (1956)
- The Gray Ghost – serie TV, episodio 1x10 (1957)
- Tightrope – serie TV, episodio 1x04 (1959)